# Botiza (gmina)
Botiza – gmina w Rumunii, w okręgu Marmarosz. Obejmuje tylko jedną miejscowość Botiza. W 2011 roku liczyła 2717 mieszkańców.